# 국민팔랑헤당
국민팔랑헤당(스페인어: Falange Nacional) 1936년부터 1957년 사이에 존재한 칠레의 반공주의, 기독교 우익 정당이었다. 이 정당은 1945년 제2차 세계대전 종전 이후 몰락했고, 1957년 기독교민주당에 흡수되었다.